# Países Baixos nos Jogos Olímpicos de Verão de 1912

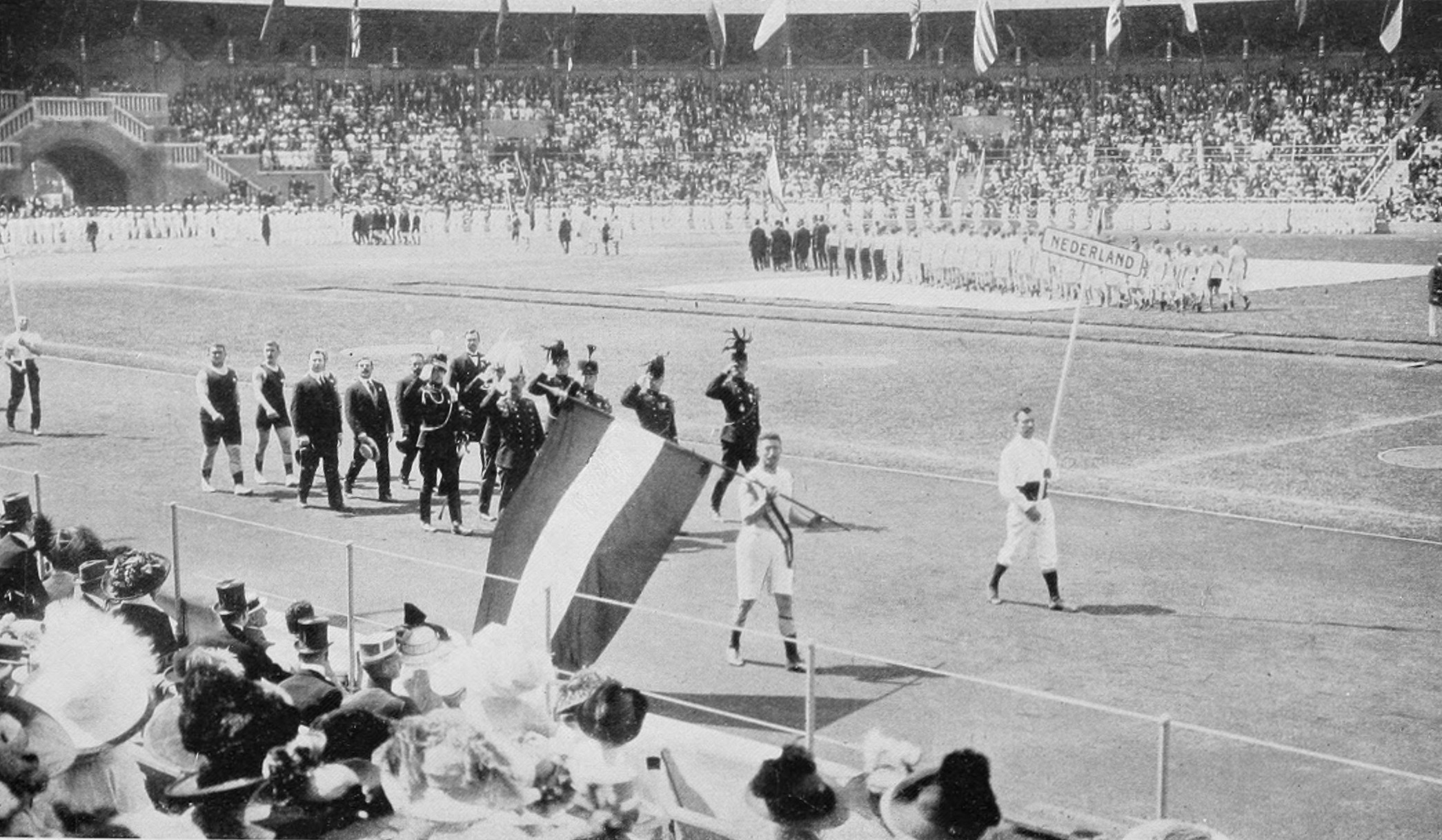
A delegação da Holanda na cerimônia de abertura.

Atletas dos Países Baixos competiram nos Jogos Olímpicos de Verão de 1912 em Estocolmo, Suécia.

## Medalhistas

### Bronze
- Adrianus de Jong, Willem van Blijenburgh, Jetze Doorman, Leonardus Salomonson e George van Rossem — Esgrima, Espada por equipes masculino
- Willem van Blijenburgh, George van Rossem, Adrianus de Jong, Jetze Doorman, Dirk Scalongne e Hendrik de Iongh — Esgrima, Sabre por equipes masculino
- Piet Bouman, Joop Boutmy, Nico Bouvy, Jan van Breda Kolff, Caesar ten Cate, Constant Feith, Ge Fortgens, Huug de Groot, Just Göbel, Bok de Korver, Dirk Lotsy, Jan van der Sluis, Jan Vos, David Wijnveldt, e Nico de Wolf — Futebol, Competição masculina

## Atletismo
Um único atleta representou os Países Baixos. Foi a segunda participação do país no Atletismo. Grijseels não avançou à final em nenhuma das duas provas.
Posições de acordo com a classificação do atleta nas baterias.
| Atleta        | Eventos        | Eliminatória | Eliminatória | Semifinal   | Semifinal   | Final       | Final       |
| Atleta        | Eventos        | Resultado    | Posição      | Resultado   | Posição     | Resultado   | Posição     |
| ------------- | -------------- | ------------ | ------------ | ----------- | ----------- | ----------- | ----------- |
| Jan Grijseels | 100m masculino | ?            | 4            | Não avançou | Não avançou | Não avançou | Não avançou |
| Jan Grijseels | 200m masculino | ?            | 2            | ?           | 6           | Não avançou | Não avançou |

## Esgrima
Doze esgrimistas representaram os Países Baixos. Foi a terceira participação do país na Esgrima, o qual havia competido no esporte em cada edição em que participou das Olimpíadas. Nenhum esgrimista holandês avançou à final em eventos individuais, mas as equipes de espada e sabre ganharam medalhas de bronze. Estas duas medalhas foram as primeiras do país na história do esporte.
| Esgrimista                                                                                              | Evento                       | Primeira Rodada | Primeira Rodada | Quartas-de-final | Quartas-de-final | Semifinal   | Semifinal   | Final       | Final             |
| Esgrimista                                                                                              | Evento                       | Desempenho      | Posição         | Desempenho       | Posição          | Desempenho  | Posição     | Desempenho  | Posição           |
| --- | ---------------------------- | --------------- | --------------- | ---------------- | ---------------- | ----------- | ----------- | ----------- | ----------------- |
| Jan de Beaufort                                                                                         | Espada masculino             | 2 derrotas      | 2 Q             | 3 derrotas       | 4                | Não avançou | Não avançou | Não avançou | Não avançou       |
| Adrianus de Jong                                                                                        | Florete masculino            | 3 derrotas      | 4               | Não avançou      | Não avançou      | Não avançou | Não avançou | Não avançou | Não avançou       |
| Adrianus de Jong                                                                                        | Espada masculino             | 3 derrotas      | 2 Q             | 2 derrotas       | 2 Q              | 2 derrotas  | 3           | Não avançou | Não avançou       |
| Hendrik de Iongh                                                                                        | Espada masculino             | 1 derrota       | 1 Q             | 4 derrotas       | 6                | Não avançou | Não avançou | Não avançou | Não avançou       |
| Hendrik de Iongh                                                                                        | Sabre masculino              | 3 vitórias      | 1 Q             | Não começou      | Não começou      | Não avançou | Não avançou | Não avançou | Não avançou       |
| Johannes Kolling                                                                                        | Sabre masculino              | 0 vitórias      | 4               | Não avançou      | Não avançou      | Não avançou | Não avançou | Não avançou | Não avançou       |
| Willem Molijn                                                                                           | Espada masculino             | 5 derrotas      | 6               | Não avançou      | Não avançou      | Não avançou | Não avançou | Não avançou | Não avançou       |
| Albertus Perk                                                                                           | Espada masculino             | 4 derrotas      | 5               | Não avançou      | Não avançou      | Não avançou | Não avançou | Não avançou | Não avançou       |
| Willem van Blijenburgh                                                                                  | Espada masculino             | 3 derrotas      | 4               | Não avançou      | Não avançou      | Não avançou | Não avançou | Não avançou | Não avançou       |
| Jacob van Geuns                                                                                         | Espada masculino             | 4 derrotas      | 5               | Não avançou      | Não avançou      | Não avançou | Não avançou | Não avançou | Não avançou       |
| George van Rossem                                                                                       | Espada masculino             | 4 derrotas      | 4               | Não avançou      | Não avançou      | Não avançou | Não avançou | Não avançou | Não avançou       |
| Willem van Blijenburgh Adrianus de Jong Jetze Doorman Leonardus Nardus George van Rossem                | Espada por equipes masculino | N/A             | N/A             | Bye              | Bye              | 3–0         | 1 Q         | 1–2         | Medalha de bronze |
| Willem van Blijenburgh Adrianus de Jong Hendrik de Iongh Jetze Doorman Dirk Scalongne George van Rossem | Sabre por equipes masculino  | N/A             | N/A             | 1–1              | 2 Q              | 2–1         | 2 Q         | 1–2         | Medalha de bronze |

## Futebol
Oitavas-de-final
| 29-06-1912 | Países Baixos               | 4 – 3 (a.e.t.) | Suécia                                 | Olympiastadion, Estocolmo |
|            | Bouvy 28' 52' · Vos 43' 91' |                | Swensson 3' 80' · Börjesson 62' (pen.) | Público: 14,000           |

Quartas-de-final
| 30-06-1912 | Países Baixos                     | 3 – 1 | Áustria    | Råsunda Stadium, Estocolmo |
|            | Bouvy 8' · ten Cate 12' · Vos 30' |       | Müller 41' | Público: 7,000             |

Semifinais
| 02-07-1912 | Dinamarca                                     | 4 – 1 | Países Baixos        | Olympiastadion, Estocolmo |
|            | Olsen 14' 87' · Jørgensen 7' · P. Nielsen 37' |       | H. Hansen 85' (o.g.) | Público: 6,000            |

Disputa do Terceiro Lugar
| 04-07-1912 | Países Baixos                                                      | 9 – 0 | Finlândia | Råsunda Stadium, Estocolmo |
|            | Vos 29' 43' 46' 74' 78' · van der Sluis 24' 57' · de Groot 28' 86' |       |           | Público: 1,000             |

Classificação Final

## Pentatlo moderno
Os Países Baixos tiveram um atleta na primeira competição olímpica de Pentatlo moderno. Doorman não começou a segunda fase do Pentatlo.
(O sistema de pontuação era de ponto por lugar em cada um dos cinco eventos, com o atleta com menos pontos declarado vencedor.)
| Atleta        | Tiro   | Tiro   | Natação     | Natação     | Esgrima    | Esgrima    | Esgrima    | Hipismo     | Hipismo    | Hipismo    | Atletismo  | Atletismo  | Total de pontos | Posição      |
| Atleta        | Escore | Pontos | Tempo       | Pontos      | Vitórias   | Toques     | Pontos     | Penalidades | Tempo      | Pontos     | Tempo      | Pontos     | Total de pontos | Posição      |
| ------------- | ------ | ------ | ----------- | ----------- | ---------- | ---------- | ---------- | ----------- | ---------- | ---------- | ---------- | ---------- | --------------- | ------------ |
| Jetze Doorman | 149    | 21     | Não começou | Não começou | Retirou-se | Retirou-se | Retirou-se | Retirou-se  | Retirou-se | Retirou-se | Retirou-se | Retirou-se | Não terminou    | Não terminou |

## Tiro
Um único atirador dos Países Baixos competiu. Foi a terceira participação do país no Tiro Esportivo, no qual o país competiu em cada edição em que participou das Olimpíadas. 
| Atirador      | Evento                   | Final     | Final   |
| Atirador      | Evento                   | Resultado | Posição |
| ------------- | ------------------------ | --------- | ------- |
| Emile Jurgens | Fossa olímpica masculino | 87        | 9       |

## Tênis
Um único tenista dos Países Baixos competiu. Foi a segunda participação do país no tênis. Blom competiu apenas nos simples outdoor, perdendo sua primeira partida.
Masculino
| Atleta    | Evento                    | Primeira Rodada   | Segunda Rodada                 | Terceira Rodada   | Oitavas-de-final  | Quartas-de-final  | Semifinais        | Final             | Final   |
| Atleta    | Evento                    | Adversário Placar | Adversário Placar              | Adversário Placar | Adversário Placar | Adversário Placar | Adversário Placar | Adversário Placar | Posição |
| --------- | ------------------------- | ----------------- | ------------------------------ | ----------------- | ----------------- | ----------------- | ----------------- | ----------------- | ------- |
| Otto Blom | Simples outdoor masculino | Bye               | SWE Setterwall D 6-3, 6-3, 8-6 | Não avançou       | Não avançou       | Não avançou       | Não avançou       | Não avançou       | 31      |

## Lutas

### Greco-Romana
Os Países Baixos foram representados por três lutadores em sua segunda participação olímpica nas Lutas. Sint teve o melhor desempenhoo, chegando à sexta rodada antes de ser derrotado pela segunda vez. O desempenho combinado da equipe foi de 5 vitórias e 6 derrotas. 
| Lutador               | Classe                        | Primeira Rodada      | Segunda Rodada       | Terceira Rodada      | Quarta Rodada        | Quinta Rodada        | Sexta Rodada         | Sétima Rodada        | Final                        | Final                        | Final                        | Final   |
| Lutador               | Classe                        | Adversário Resultado | Adversário Resultado | Adversário Resultado | Adversário Resultado | Adversário Resultado | Adversário Resultado | Adversário Resultado | Luta A !Adversário Resultado | Luta B !Adversário Resultado | Luta C !Adversário Resultado | Posição |
| --------------------- | ----------------------------- | -------------------- | -------------------- | -------------------- | -------------------- | -------------------- | -------------------- | -------------------- | ---------------------------- | ---------------------------- | ---------------------------- | ------- |
| Barend Bonneveld      | Greco-Romana Peso Meio-Pesado | FIN Backenius V      | GER Neser D          | FIN Viljaama D       | Não avançou          | Não avançou          | Não avançou          | N/A                  | Não avançou                  | Não avançou                  | Não avançou                  | 9       |
| Johannes Eillenbrecht | Greco-Romana Peso Leve        | FIN Tanttu D         | FIN Kolehmainen D    | Não avançou          | Não avançou          | Não avançou          | Não avançou          | Não avançou          | Não avançou                  | Não avançou                  | Não avançou                  | 31      |
| Jan Sint              | Greco-Romana Peso Médio       | SWE Ohlsson V        | DEN Hansen V         | FIN Westerlund D     | FIN Tirkkonen V      | FIN Lundstein V      | FIN Asikainen D      | Não avançou          | Não avançou                  | Não avançou                  | Não avançou                  | 6       |